# Felice Tedeschi
Felice Tedeschi (ur. 1 stycznia 1962 w Montelesso) – włoski kierowca wyścigowy.

## Kariera
Tedeschi rozpoczął karierę w wyścigach samochodowych w 1982 roku od startów we  Włoskiej Formule 3, gdzie jednak nie zdobywał punktów. Sześć lata później w tej samej serii był szósty. W późniejszych latach pojawiał się także w stawce Formuły Fiat Abarth, Grand Prix Monako Formuły 3, Formuły 3000, Italian Super Touring Car Championship, Spanish Touring Car Championship, Campionato Italiano Velocita Turismo, 2 h 30 min Paul Ricard, International Sports Racing Series, Sports Racing World Cup, Porsche Supercup, Superstars International Series oraz Superstars Championship Italy.
W Formule 3000 Włoch wystartował w pięciu wyścigach sezonu 1991 z włoską ekipą Pavesi Racing. Nigdy jednak nie zdobywał punktów. Został sklasyfikowany na 36. miejscu w końcowej klasyfikacji kierowców.